# Georg Emmerling

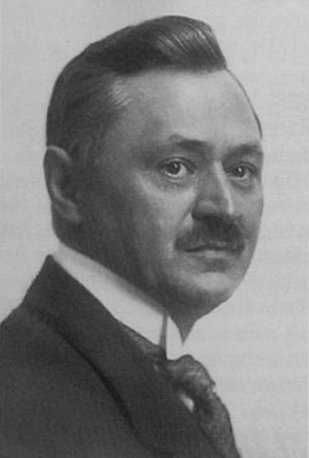
Georg Emmerling, 1919

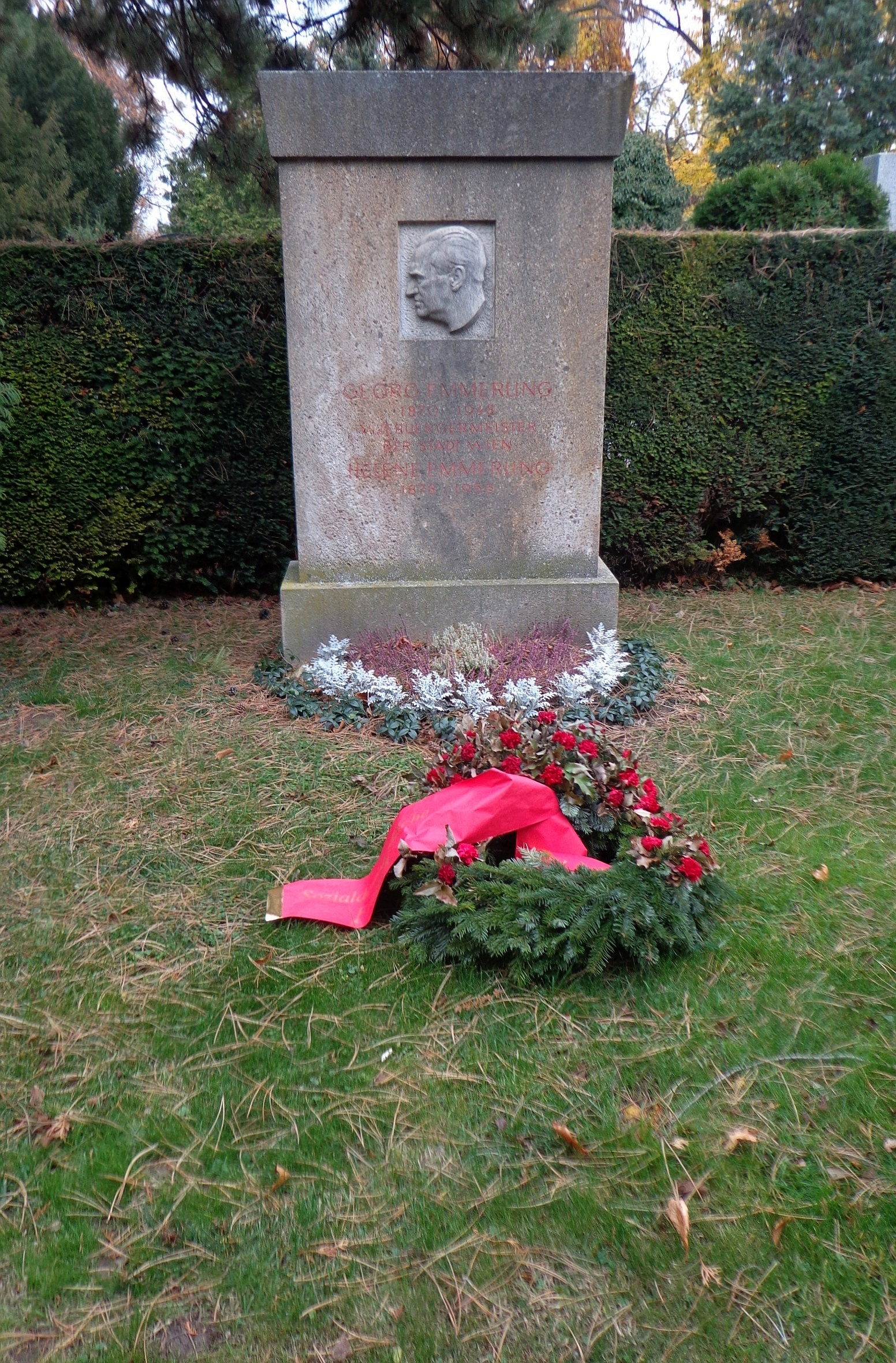
Wiener Zentralfriedhof – Ehrengrab von Georg Emmerling

Georg Emmerling (* 12. Juli 1870 in Wien; † 12. Dezember 1948 ebenda) war ein österreichischer Politiker der Sozialdemokratischen Arbeiterpartei Österreichs (SDAP).

## Leben
Georg Emmerling, der Sohn eines Webergehilfen, war nach der Absolvierung der achtjährigen Volksschule Hilfsdrechsler. Es folgten Wanderjahre durch Italien, die Schweiz, Deutschland, Holland und England. Im Juli 1889 wohnte er als 19-Jähriger dem Sozialistenkongress in Paris bei, der die Zweite Internationale begründete und erstmals den Ersten Mai als Feiertag der Arbeiter beschloss. Nach seiner Rückkehr war er drei Jahre beim Militär und durchlief dann in Folge in der Wiener Sozialistischen Partei mehrere Stufen, u. a. als Beamter in der Krankenkasse.
1901 wurde er auf Empfehlung Victor Adlers Chefadministrator der Arbeiter-Zeitung und 1903 öffentlicher Gesellschafter des Verlags und der Druck- und Verlagsanstalt „Vorwärts“. Später wurde er von den Leopoldstätter Sozialisten für ein Gemeinderatsmandat vorgeschlagen wurde. Seine politische Karriere brachte ihn dann bis in das Amt des Vizebürgermeisters von Wien.
Emmerling war von großen Bedeutung für den Ausbau der Gas- und Elektrizitätswerke, der Errichtung der Wasserkraftwerke Opponitz und Gaming und der Übernahme der Wiener Stadtbahn und deren Elektrifizierung.
Nach dem Bürgerkrieg 1934 wurde er aller politischen Ämter enthoben. In den letzten Kriegstagen erlitt er eine schwere Verletzung, die ihn hinderte, nach dem Ende des Zweiten Weltkriegs wieder aktiv am politischen Leben teilzunehmen und stand daher auch nicht für das Amt des Bürgermeisters von Wien, für das er vorgeschlagen wurde, zur Verfügung.

## Politische Funktionen
- 1912: Mitglied des Wiener Gemeinderates
- 1918–1934: Stadtrat
- 1919–1934: Amtsführender Stadtrat für die Städtischen Unternehmungen und Vizebürgermeister von Wien
- 1. Dezember 1920–17. Februar 1934: Mitglied des Bundesrates
- 28. Juni 1921–17. Februar 1934: Stellvertretender Vorsitzender des Bundesrates

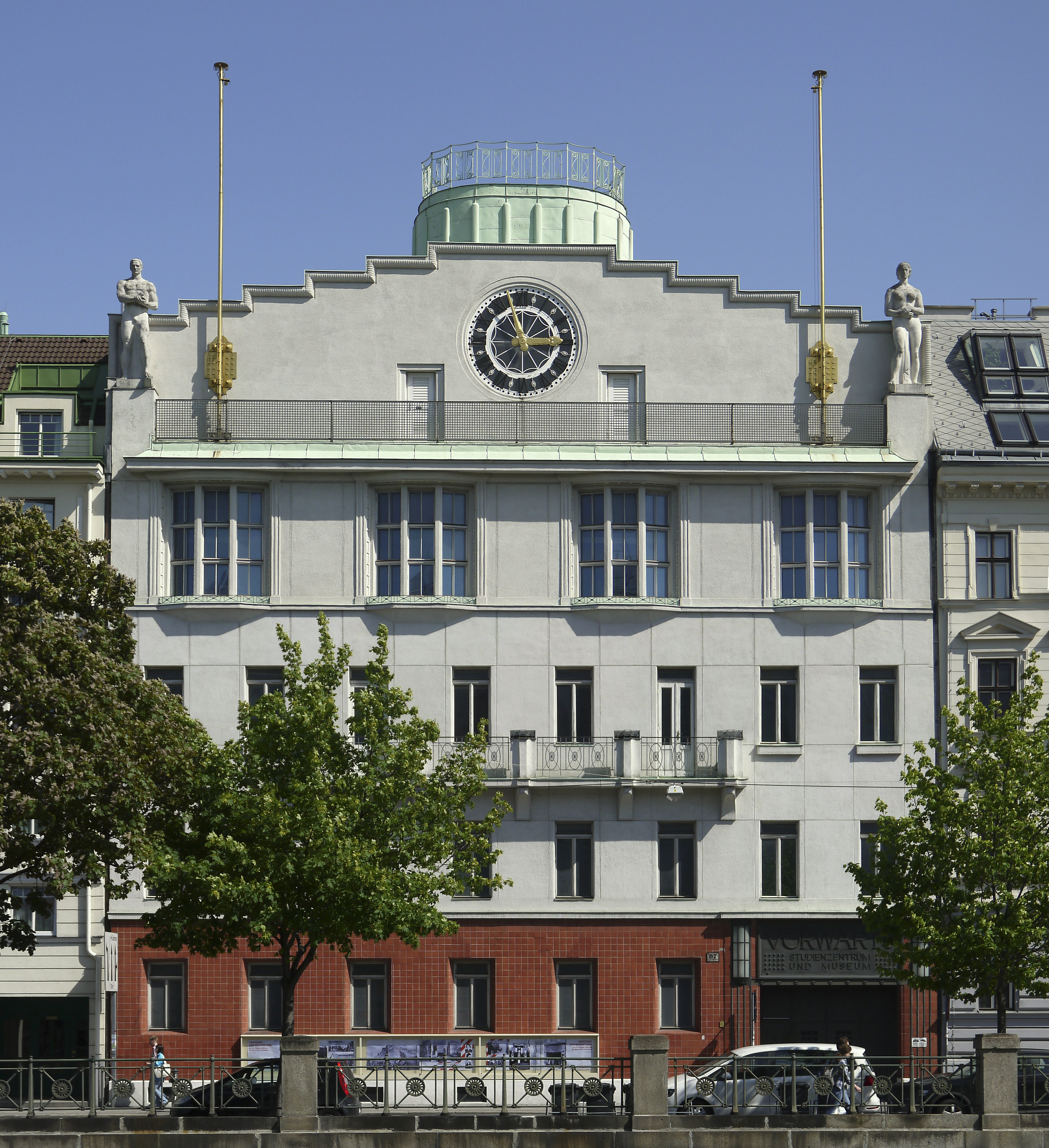
Vorwärts-Gebäude

## Sonstige Funktionen
- 1902: Geschäftsführer des Konsumvereins Vorwärts
- Gesellschafter der Druckerei Vorwärts
- 9. Dezember 1924: Vorsitzender der 2. Bundesversammlung

Georg Emmerling war einer der Initiatoren der Errichtung des Vorwärts-Gebäudes an der Rechten Wienzeile.

## Gedenken
- Georg Emmerling wurde in einem Ehrengrab auf dem Wiener Zentralfriedhof (Gruppe 14 C, Nummer 15) beigesetzt.
- Nach ihm wurde der in der Oberen Donaustraße 97–99 nahe der Marienbrücke zwischen 1953 und 1957 errichtete Gemeindebau Georg-Emmerling-Hof benannt.